# Каганский, Захарий Леонтьевич
Захарий Леонтьевич Каганский (имя при рождении — Зусель Липманович Каганский) (1884, Лида — после 1957) — российский предприниматель, литературный агент, издатель газет и журнала «Россия», издатель многих русских советских писателей за рубежом. Известен как издатель дебютного романа Михаила Булгакова и как издатель, который выпустил русскоязычный перевод романа Ремарка «На западном фронте без перемен» раньше, чем этот роман вышел на языке оригинала.
По мнению некоторых литературоведов, Каганский — прототип персонажа издателя-мошенника Макара Рвацкого в произведениях Булгакова.

## Биография
Родился в 1884 году в Лиде.
До Первой мировой войны жил в Вильно, во время войны в России, в Литве находился с октября 1920 года и был литовским оптантом, в Каунасе жил с 14 октября 1920 года. Владел конторой рекламы и объявлений, издатель газет, коммерсант. Был издателем газеты «Вольная Литва».
В Варшаве и Берлине была основана «книжно-газетная экспедиция» Каганского, именовавшаяся в Польше и Германии — «Россия».
Каганский, вместе со своим братом Генрихом, был издателем гомельских газет «Полесская мысль», «Голос Полесья», «Гомельская мысль» и «Гомельские отклики».
В 1925 году в журнале «Россия», издателем которого был Каганский, был частично напечатан дебютный роман М. Булгакова «Белая гвардия». Последние главы романа не были напечатаны — журнал остановился.
Выехав из СССР в 1926 году, Каганский вывез с собой договор с Булгаковым на издание романа «Белая гвардия». За границей он объявил себя полномочным представителем Булгакова и самовольно издавал его произведения без разрешения автора. Булгаков неоднократно выражал протест и подчеркивал в письмах, что «ни через какого уполномоченного ни одной из моих пьес я г. З. Каганскому не передавал, и даже будь у меня уполномоченный, ни в коем случае именно г. З. Каганскому не передал бы», но СССР в то время не был членом международной конвенции по защите авторских прав и права советских авторов никак не были защищены. Захарий Каганский был выписан Булгаковым в неоконченной повести «Тайному другу» (1929) и романе «Записки покойника» (1937) в образе издателя-мошенника Макара Рвацкого.
В 1927 году Каганский, основав в Париже издательство «Concorde» с филиалом в Берлине, издает в Париже 11 глав романа «Белая гвардия» и в Берлине вторую редакцию пьесы «Дни Турбиных» (перевод на немецкий язык выполнила Катя Розенберг, двоюродная сестра жены Томаса Манна).
В Берлине Каганский прославился первенством в издании на русском языке романа Ремарка «На западном фронте без перемен». Роман был впервые опубликован 8 ноября 1928 в берлинской газете, первое отдельное издание на немецком языке вышло 29 января 1929 года, но Каганский успел за два неполных месяца в 1928 году организовать авторизованный перевод романа на русский язык и отпечатать отдельной книгой на два месяца раньше, чем на языке оригинала.
В 1930 году в Берлине основал издательство «Книга и сцена» (нем. Buch und Bühne). Издательство просуществовало два года и выпустило первое зарубежное издание «Золотого теленка» Ильфа и Петрова. Также Каганcкий владел издательством «Стрела», которое выпустило две мемуарные книги Георгия Агабекова «Чека за работой» и «ГПУ (записки чекиста)». И тут не обошлось без конфликта издателя с автором, — известный филолог и журналист Н. П. Вакар, который взялся за издание воспоминаний Г. Агабекова «ГПУ (Записки чекиста)», писал из Парижа автору: «С Каганским покончить дело миром нельзя. Он категорически отказывается платить. Единственный способ получить деньги — суд. <…> Необходимо теперь же вчинить иск и наложить арест на имущество Каганского».
Во второй половине 1930-х годов Каганский владел в Париже литературно-кинематографическим агентством «Continental Press Agency» (фр. Agence littéraire et cinématographique) и работал там литературным агентом. Каганский специализировался на изданиях произведений современных советских писателей: Ю. Олеши, П. Романова, Л. Леонова, И. Ильфа и Е. Петрова, Л. Гумилевского; он издаёт водевиль В. Катаева «Миллион терзаний» и др. В 1930—1931 годах в издательстве Каганского вышло около 15 книг советских авторов, включая первое неподцензурное издание романа Михаила Слонимского «Фома Клешнев» и роман Алексея Толстого «Черное золото», в последней редакции получивший название «Эмигранты».
В 1943 году открывает в Касабланке издательство «Z. Kaganski», выпускавшее книги на французском языке, среди которых «Гитлер и немецкий милитаризм» Э. Волленберга, «Земли, воды и климат Марокко: анализ и шкалы» Л. Галандри. В 1943 году выходит справочник «Руководство, советы и примечания по Северной Африке» под авторством Каганского.
В каком году умер Каганский, неизвестно, однако известно, что в 1957 году он отправил письмо французскому художнику, режиссёру и переводчику Андре Барсаку.

### Семья
- Первая жена — Жанна Эдуардовна Каганская, урождённая Зайденшнур (1900—1977), искусствовед, член правления Московского отделения союза художников
- Вторая жена — Мария
- Дочь — Ирина
- Сын — Леопольд[9]